# Нижегородская соборная мечеть
Нижегоро́дская собо́рная мече́ть (тат. Түбән Новгород җәмигъ мәчете) — главный мусульманский храм Нижнего Новгорода, открытый в 1915 году и расположенный на Казанской набережной, рядом с Сенной площадью и одноимённой автостанцией. Мечеть принадлежит татарской общине города.

## История
В 1908 году мусульманская община Нижнего Новгорода создала «Комитет по постройке магометанской мечети» в верхней части Нижнего Новгорода. В 1910 г. «Комитет» добился официального разрешения на строительство мечети, и летом 1913 года состоялась её закладка. Торжественное открытие мечети состоялась 20 марта 1915 г. 
В 1938 г. мечеть закрыли и стали использовать в качестве военного госпиталя, детского сада, склада и в других целях.
В 1988 году, после многочисленных обращений к руководству страны, Нижегородская соборная мечеть была возвращена мусульманам города.

## Имамы
С самого открытия мечети её возглавил Шахимардан Ильясов. С 1933 по 1938 годы обязанности имама мечети исполнял Сагман Исхаков.

## Медресе
С самого открытия возрождённой Нижегородской соборной мечети при ней начала функционировать воскресная школа. С 2003 года мектеб стал носить имя «Ихсан». В 1994 году по соседству с мечетью было построено здание, в котором открыли медресе «Махинур»; до этого уроки проходили на втором этаже соборной мечети.

Фотографии
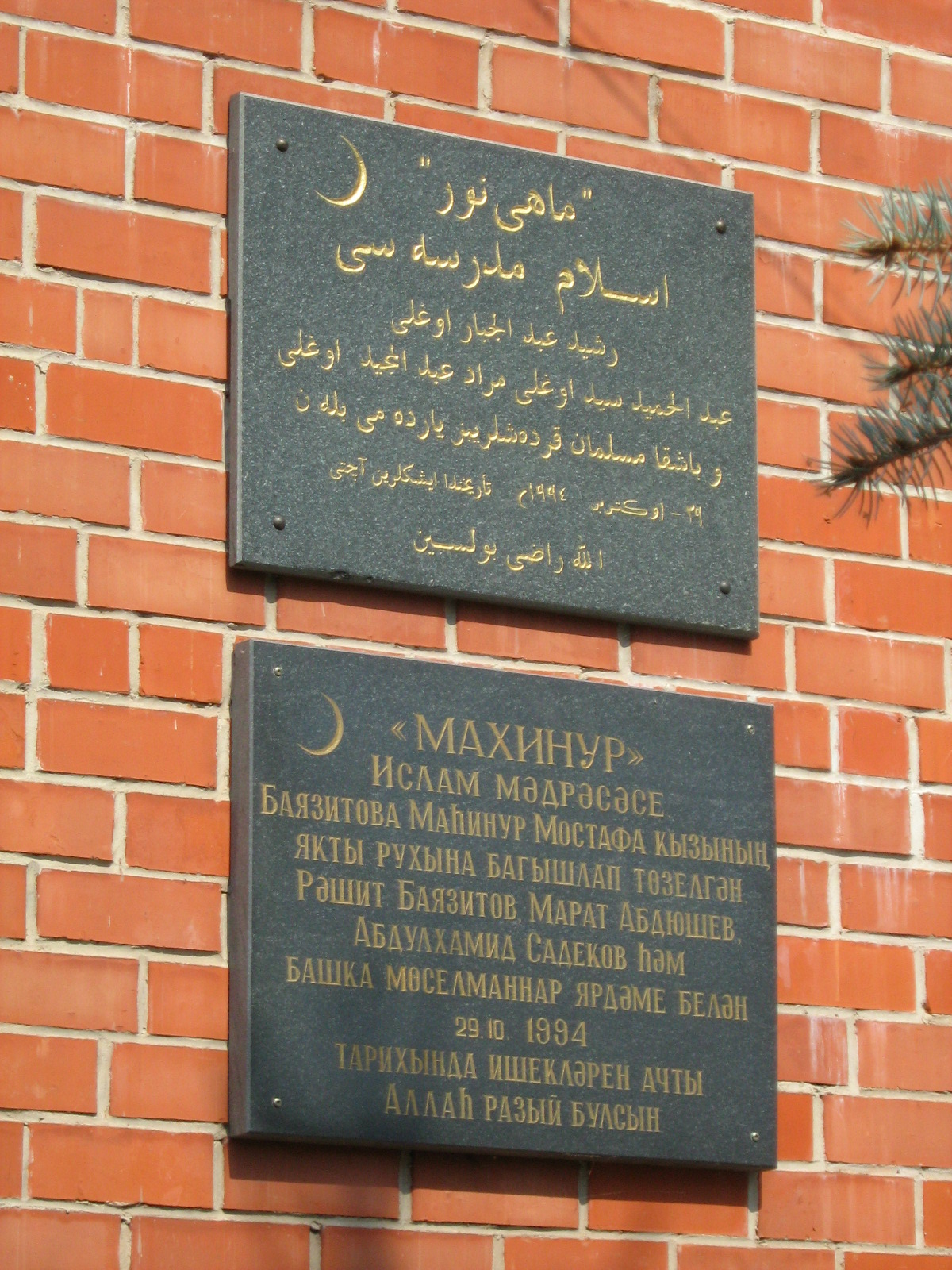
Посвящённая медресе памятная доска на мечети
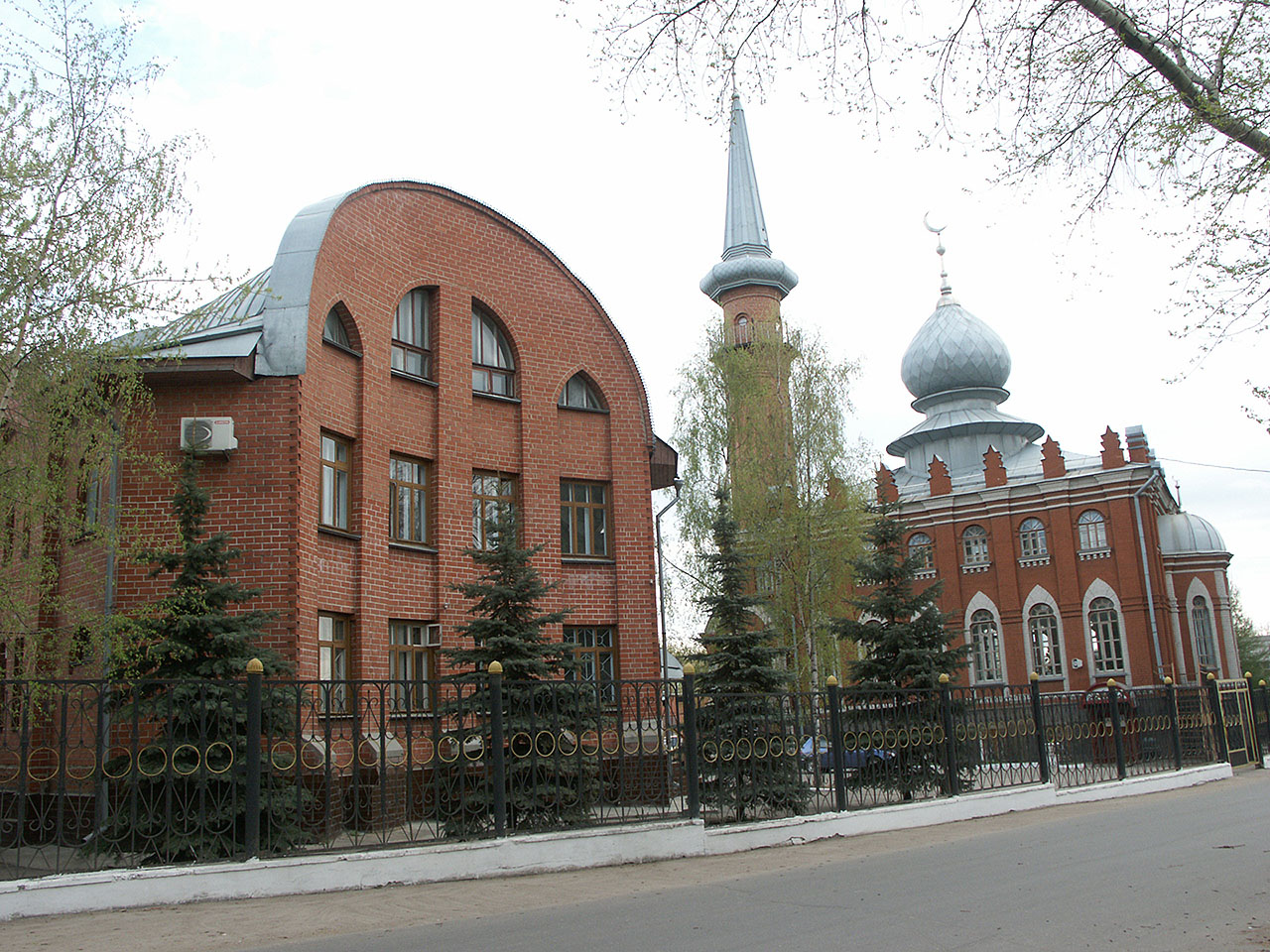
Медресе «Махинур» и мечеть
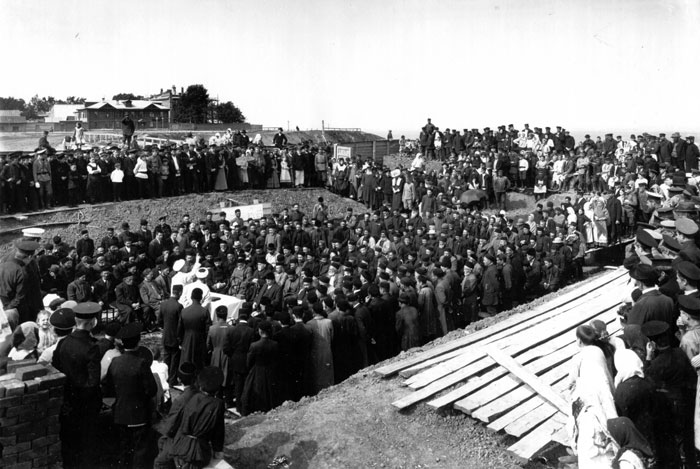
Чтение проповеди во время закладки Нижегородской Соборной мечети, 1913
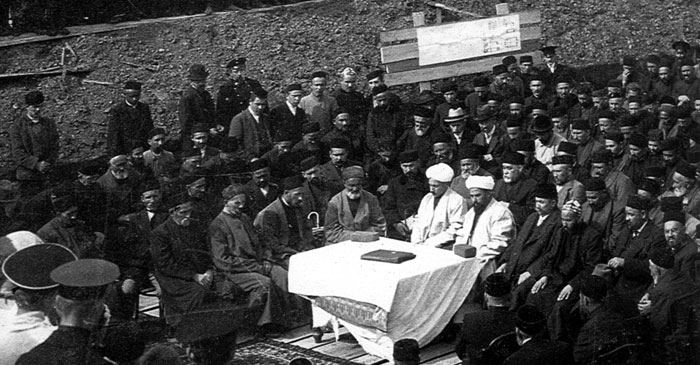
Чтение Корана во время закладки Нижегородской Соборной мечети, 1913. В центре Абдулла Сулеймани (слева) и Мухаммад-Фатих Соколов.